# Liste der Baudenkmale in Sydower Fließ
In der Liste der Baudenkmale in Sydower Fließ sind alle Baudenkmale der brandenburgischen Gemeinde Sydower Fließ und ihrer Ortsteile aufgelistet. Grundlage ist die Veröffentlichung der Landesdenkmalliste mit dem Stand vom 31. Dezember 2020. Die Bodendenkmale sind in der Liste der Bodendenkmale in Sydower Fließ aufgeführt.

## Baudenkmale nach Ortsteilen
In den Spalten befinden sich folgende Informationen:
- ID-Nr.: Die Nummer wird vom Brandenburgischen Landesamt für Denkmalpflege vergeben. Ein Link hinter der Nummer führt zum Eintrag über das Denkmal in der Denkmaldatenbank. In dieser Spalte kann sich zusätzlich das Wort Wikidata befinden, der entsprechende Link führt zu Angaben zu diesem Denkmal bei Wikidata.
- Lage: die Adresse des Denkmales und die geographischen Koordinaten. Link zu einem Kartenansichtstool, um Koordinaten zu setzen. In der Kartenansicht sind Denkmale ohne Koordinaten mit einem roten beziehungsweise orangen Marker dargestellt und können in der Karte gesetzt werden. Denkmale ohne Bild sind mit einem blauen bzw. roten Marker gekennzeichnet, Denkmale mit Bild mit einem grünen beziehungsweise orangen Marker.
- Bezeichnung: Bezeichnung in den offiziellen Listen des Brandenburgischen Landesamtes für Denkmalpflege. Ein Link hinter der Bezeichnung führt zum Wikipedia-Artikel über das Denkmal.
- Beschreibung: die Beschreibung des Denkmales
- Bild: ein Bild des Denkmales und gegebenenfalls einen Link zu weiteren Fotos des Baudenkmals im Medienarchiv Wikimedia Commons

### Grüntal
| ID-Nr.   | Lage                 | Bezeichnung | Beschreibung | Bild           |
| -------- | -------------------- | ----------- | --- | -------------- |
| 09175235 | Dorfstraße (Lage)    | Kirche      | Die evangelische Kirche stammt aus der Mitte des 13. Jahrhunderts. Im Inneren befindet sich ein Kanzelaltar etwa aus dem Jahre 1718. | weitere Bilder |
| 09175475 | Dorfstraße 39 (Lage) | Pfarrhaus   | | BW             |

### Sydow
| ID-Nr.            | Lage              | Bezeichnung                                                                          | Beschreibung                                                                                          | Bild           |
| ----------------- | ----------------- | ------------------------------------------------------------------------------------ | --- | -------------- |
| 09175444 Wikidata | Dorfstraße (Lage) | Kirche                                                                               | Die evangelische Kirche stammt aus der Mitte des 13. Jahrhunderts. Die Kirche wurde 1996 restauriert. | weitere Bilder |
| 09175529          | Dorfstraße (Lage) | Teile der Gutsanlage mit Gärtnerwohnhaus, Spritzenhaus, Feldsteinmauer und Brennerei | | weitere Bilder |

### Tempelfelde
| ID-Nr.            | Lage                       | Bezeichnung                                    | Beschreibung | Bild                                           |
| ----------------- | -------------------------- | ---------------------------------------------- | --- | ---------------------------------------------- |
| 09175665          | (Lage)                     | Spritzenhaus mit Kleinviehstall, auf dem Anger | | Spritzenhaus mit Kleinviehstall, auf dem Anger |
| 09175397 Wikidata | Grüntaler Straße 15 (Lage) | Dorfkirche                                     | Die evangelische Kirche stammt aus der Mitte des 13. Jahrhunderts. Die Ausstattung ist neugotisch und aus dem Jahre 1886. | weitere Bilder                                 |
| 09175439          | Lindenstraße 7 (Lage)      | Wohnhaus                                       | | BW                                             |